# Andrea Cantelmo

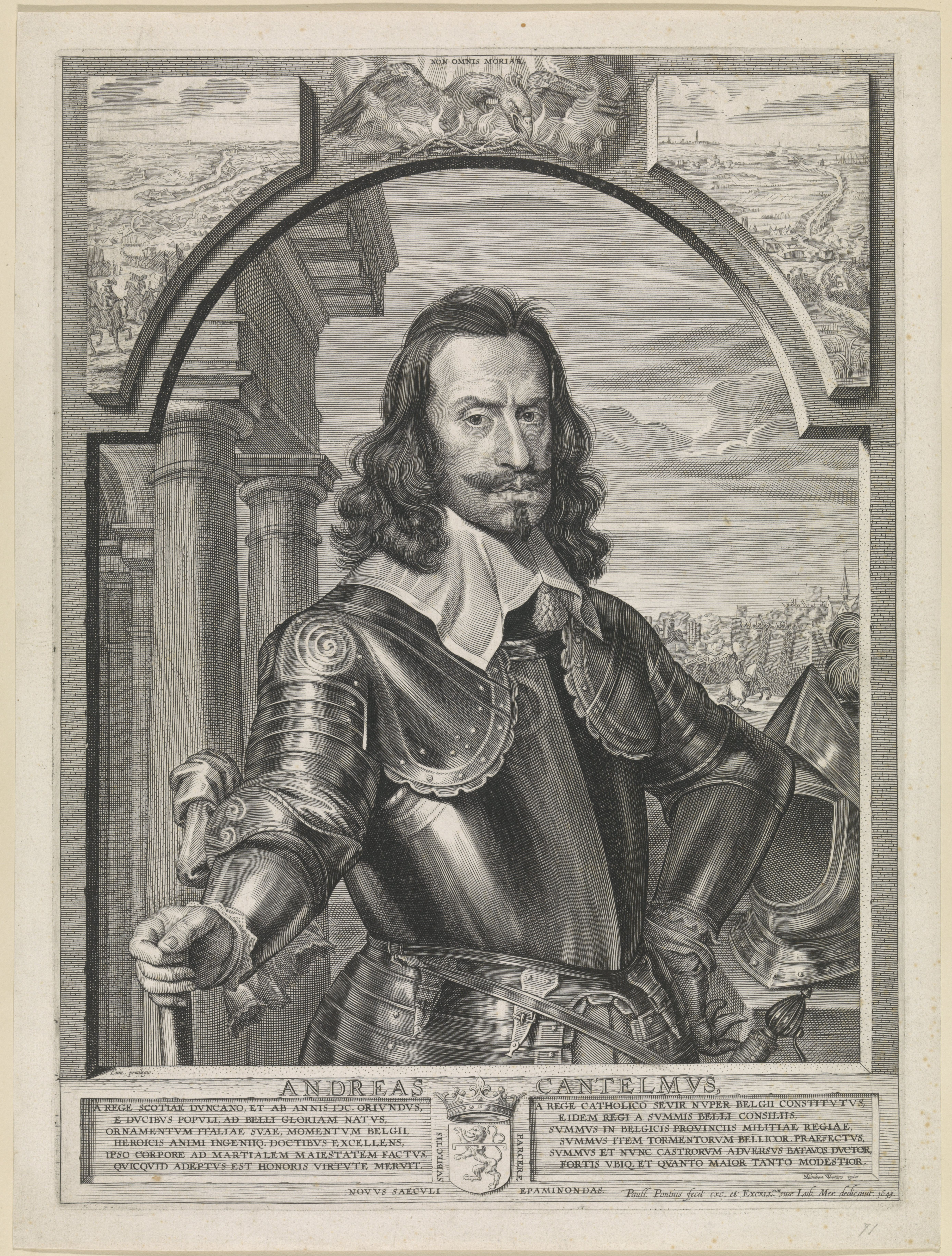
Andrea Cantelmo, aguafuerte y buril de Paulus Pontius según Michaelina Wautier, 1643.

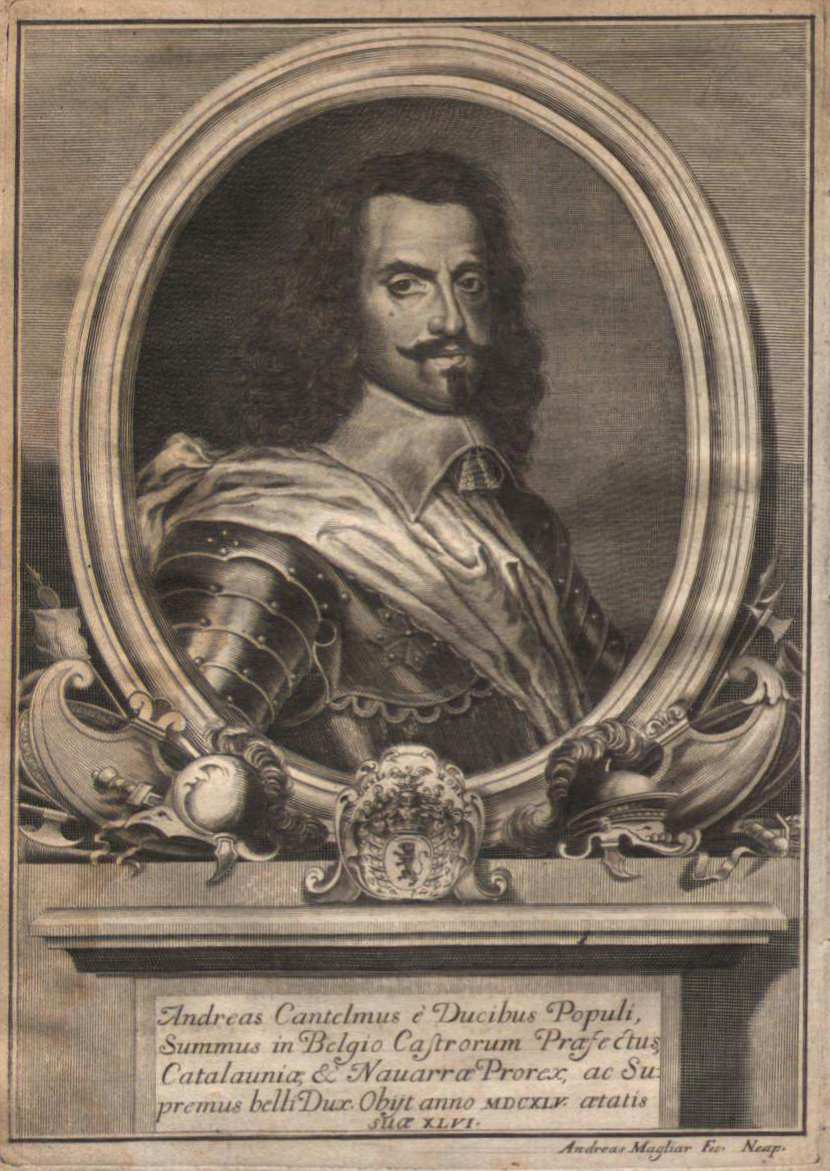
Andrea Cantelmo, grabado calcográfico de Andreas Magliar publicado como ilustración de Lionardo di Capua, Vita di D. Andrea Cantelmo, Nápoles, 1693. Biblioteca Nacional de España.

Andrea Cantelmo (Pettorano sul Gizio, 2 de agosto de 1598/1599-Alcubierre, 5 de noviembre de 1645) fue un militar italiano al servicio de la corona española.

## Biografía
Tercer hijo del matrimonio formado por Fabrizio, duque de Popoli, y Laura d'Evoli, noble familia italiana de remoto origen escocés, se inició en la carrera militar luchando en la Valtelina. Combatió luego en Bohemia al frente de dos compañías de caballería al servicio del emperador Fernando II hasta que, llamado por el duque de Feria, gobernador del Milanesado, retornó a Italia en 1625, para participar en la defensa y liberación de la República de Génova, ocupada por las tropas francesas y las saboyanas del duque Carlos Manuel. A las órdenes de Feria participó en las acciones de Monferrato, en el curso de la guerra de sucesión de Mantua, con las que iba a quedar asegurada la comunicación entre Milán y Génova.
En 1631 pasó a Flandes y Luxemburgo en plena ofensiva sueca en el curso de la guerra de los Treinta Años. Al frente de un tercio de veteranos arcabuceros y sirviéndose de bombas explosivas de su propia invención, obtuvo algunas victorias frente a suecos y franceses en Frankenthal y La Chapelle y puso asedio a Corbie, ascendiendo a los más altos empleos en la carrera militar, pero la pérdida de Schenkenschanz, a su mando en 1636, puso fin a la sucesión de brillantes victorias. En 1637 fue nombrado gobernador de Luxemburgo, atacada por los franceses, y un año después se incorporaba al Consejo de Guerra de Flandes. Al frente de la artillería tuvo una participación decisiva ese mismo año en la batalla de Kallo, desde donde las fuerzas holandesas de Guillermo de Nassau amenazaban Amberes. Tras la aplastante victoria española las tropas del cardenal infante don Fernando fueron recibidas triunfalmente en la ciudad, liberada del peligro, pero Cantelmo, levemente herido, pasó a convalecer en Lovaina donde entró en contacto con el humanista e historiador Erycius Puteanus. Un año después, en 1639, fue derrotado por los franceses en Anvin, cerca de Gravelinas, lo que le obligó a concentrar sus fuerzas en la fortificación de las plazas fronterizas. Mayor trascendencia tuvo su fracaso al frente de la expedición de socorro a la cercada ciudad de Arrás en agosto de 1640. Cuando llegaron a Madrid las primeras noticias del que parecía inexplicable fracaso, con peligro para la conservación completa de Flandes, el conde-duque de Olivares comentó resignado, en referencia a Cantelmo: «hay hombres naturalmente infortunados».
Estas derrotas no impidieron que en diciembre de 1640 entrase a formar parte del Consejo de Estado de Flandes, formado por seis miembros, y en abril de 1641 conquistó Lens y La Bassée. A la muerte del cardenal infante, en noviembre de 1641, como miembro del Consejo de Estado se hizo cargo del gobierno interino de los Países Bajos, hasta la llegada del nuevo gobernador, Francisco de Melo, con quien mantuvo frecuentes desacuerdos por la forma de conducir la guerra. Cuando Melo, en contra de los consejos de Cantelmo, cruzó la frontera francesa dispuesto a llevar sus tropas hasta París, para ser derrotado en la decisiva batalla de Rocroi en mayo de 1643, Cantelmo quedó en retaguardia con cinco mil hombres para la protección de Flandes. A comienzos de 1644 se decidió su traslado a Cataluña donde asumió la capitanía general del ejército en sustitución del portugués Felipe de Silva.
Tras algunas victorias en Tarragona, Balaguer y Ager, y después de frenar en el río Segre en mayo de 1645 el avance sobre Lérida de las tropas francesas, en junio sufrió una estrepitosa derrota en las proximidades de Balaguer ante el ejército francés dirigido por el conde de Harcourt, teniendo que ser socorrido por Silva, y el intento de recuperar la plaza en agosto se saldó con una nueva derrota de la que salió gravemente herido. Acordado su relevo se le ofreció, entre otras mercedes, el virreinato de Navarra, que no llegó a ocupar al morir a consecuencia de aquellas heridas en septiembre del mismo año en Alcubierre.